# Мейденхед Юнайтед
«Мейденхед Юнайтед» (англ. Maidenhead United Football Club) — английский полупрофессиональный футбольный клуб из города Мейденхед в графстве Беркшир, Юго-Восточная Англия.
Клуб был основан в октябре 1870 года. Был одним из 15 клубов, сыгравших в первом в истории розыгрыше Кубка Англии. В 1894 году клуб стал одним из основателей Южной лиги.
Домашние матчи с 1871 года проводит на стадионе «Йорк Роуд».
В настоящее время выступает в Национальной лиге, пятом по значимости дивизионе в системе футбольных лиг Англии.